# Henri Rivière (bobsleista)
Henri Joseph Rivière (ur. 16 stycznia 1922 w Coublevie, zm. 20 czerwca 1989 w Bron) – francuski bobsleista, uczestnik igrzysk olimpijskich.

## Życiorys
Wystąpił na zimowych igrzyskach olimpijskich w 1952 w Oslo, gdzie zajął 5. miejsce w konkurencji dwójek (jego partnerem był André Robin) i 11. miejsce w konkurencji czwórek (wraz z nim załogę stanowili Robin, Joseph Chatelus i Louis Saint Calbre).